# Parti de la juste voie
Le Parti de la juste voie (en turc : Doğru Yol Partisi), connu sous son sigle turc de DYP, est un parti politique turc fondé en 1983. Il est l'héritier du Parti démocrate et du Parti de la justice.
En mai 2007, il prend le nom de Parti démocrate.

## Historique
Après le retour à la démocratie, Demirel fonde en 1983 le Parti de la juste voie (en turc : Doğru Yol Partisi - DYP), qui prend la suite du Parti de la justice, dissout en 1981, et qui demeure au pouvoir entre 1991 et 1997, avant de voir son poids électoral s'éroder au fil des années. En novembre 2002, il ne recueille que 9,55 % des voix aux élections législatives et n'obtient aucun élu, n'ayant pas atteint le seuil minimal de 10 %. Mehmet Ağar succède alors à Tansu Çiller à la tête du parti.
Le 5 mai 2007, le Parti de la juste voie et le Parti de la mère patrie (en turc : Anavatan Partisi - ANAP), lui aussi issu du Parti de la justice, proposent par la voix de leurs chefs respectifs de fusionner dans l'espoir de franchir le seuil des 10 % de suffrages nécessaires pour être représentés au Parlement. La fusion n'a finalement pas lieu et le Parti de la juste voie prend le nom de Parti démocrate (DP), en référence au Parti démocrate historique actif de 1946 à 1960 et conserve comme logo le classique Kır At (« cheval blanc ») sur fond de carte rouge de la Turquie. Finalement, les deux partis fusionnent en 2009 mais ils rompent en 2011.